# Tænk på et tal
Tænk på et tal er en dansk film fra 1969 skrevet og instrueret af Palle Kjærulff-Schmidt efter romanen af samme navn af Anders Bodelsen.
Filmen er indspillet i bl.a Nærumvænge Torv.
I 1978 blev filmen genindspillet i Canada under titlen Den tavse makker med blandt andet Elliott Gould og Susannah York. Desuden findes der en tysk og en tjekkisk tv-udgave af romanen.

## Handling
Bankfunktionæren Flemming Borck får nys om et forestående bankkup og udnytter det til at stikke penge til sig selv. Bankrøveren er utilfreds med, at han hører om et meget større manglende beløb end sit bytte og begynder at afpresse Flemming. Denne er dog snedigere og får hængt røveren op på et andet røveri, men i forbindelse med sin fars begravelse møder han den dejlige Jane Merrild, der har passet hans far på plejehjemmet. Snart opdager Flemming dog, at dette ikke er sandt, men at hun i stedet er en veninde af røveren.
Da denne sidder i fængsel, vælger Jane at holde sig til Flemming, og de tager på luksusferie i Tunesien under påskud af, at han har arvet. Imidlertid frikendes røveren, og han sporer parret til feriestedet. En betjent tror ikke på røverens uskyld og følger efter. Hver for sig finder de to frem til Jane og Flemming, og de slår betjenten ihjel ved en fejltagelse. De beslutter sig for at skaffe ham af vejen, og parret splittes. Men røveren har taget nogle afslørende fotos...

## Medvirkende
- Henning Moritzen – Flemming Borck (bankfunktionær)
- Bibi Andersson – Jane Merrild
- Paul Hüttel – Sorgenfrei (bankrøver)
- Peter Ronild – Cordelius (filialbestyrer)
- Benny Hansen – Simonsen (bankfunktionær)
- Kirsten Peüliche – Miriam Levinsen (bankfunktionær)
- Peter Steen – Berg (bankfunktionær)
- Bodil Miller
- Eigil Reimers
- Jørgen Buckhøj – Kriminalbetjent
- Ejner Federspiel – Borcks far
- Erni Arneson
- Jeanne Darville
- Poul Petersen – kriminalbetjent
- Søren Elung Jensen – kriminalbetjent
- Gyda Hansen
- Susanne Jagd
- Edward Fleming
- Jørgen Weel

## Modtagelse
Filmen fik generelt udmærkede anmeldelser for at være gedigen og troværdig, om end ikke alt for spændende efter tidens målestok.

## Priser
For sin præstation som Miriam Levinsen modtog Kirsten Peüliche Bodilprisen for bedste kvindelige birolle.

## Eksterne links
- Tænk på et tal på Internet Movie Database (engelsk)
- Tænk på et tal på Filmdatabasen
- Tænk på et tal på danskefilm.dk
- Tænk på et tal på danskfilmogtv.dk
- Tænk på et tal på Scope
- Tænk på et tal i Svensk Filmdatabas (svensk)
- Tænk på et tal på AllMovie (engelsk)
- Tænk på et tal på The Movie Database (engelsk)
- Tænk på et tal på Filmaffinity (engelsk)